# Ken Owers
Ken Owers (* 30. März 1953) ist ein ehemaliger englischer Snookerspieler, der zwischen 1986 und 1997 für elf Saisons als Profispieler aktiv war. In dieser Zeit erreichte er zweimal das Achtelfinale eines Ranglistenturnieres und Platz 52 der Snookerweltrangliste, gewann aber vor allem mit dem zweiten Event der Turnierserie WPBSA Non-Ranking 1989 auch ein sogenanntes Non-ranking-Turnier, also ein Profiturnier ohne Einfluss auf die Weltrangliste mit einem zumeist weitgehend offenen Teilnehmerfeld.

## Karriere

### Anfänge als Amateur
Owers kommt aus Lancashire und spielte im Commonwealth Sporting Club auf der Halbinsel Fylde. Er begann Anfang der 1980er-Jahre damit, an der Qualifikation für das Finale der English Amateur Championship teilzunehmen, kam aber erst bei seiner dritten Teilnahme 1985 über das Achtelfinale hinaus, verlor dann aber sofort. Noch im selben Jahr erreichte er auch bei den Pontins Autumn Open das Viertelfinale, verlor dafür aber bei den Pontins Spring Open 1986 sein Auftaktspiel gegen Gary Wilkinson. Ebenfalls noch im Jahr 1985 nahm Owers an zwei Events der WPBSA Pro Ticket Series teil und erreichte dabei einmal ein Viertelfinale. Kurze Zeit später wurde er Profispieler.

### Profikarriere
Owers startete solide in seine Profikarriere und erreichte immer wieder die Hauptrunde von Ranglistenturnieren; sein bestes Ergebnis während der ersten beiden Saisons war neben einer Teilnahme an der Runde der letzten 32 des Classic 1988 das Erreichen des Achtelfinales bei den International Open 1986. Darüber hinaus zog er auch sowohl bei der Ausgabe 1987 als auch bei der Ausgabe 1988 der English Professional Championship ins Achtelfinale ein, bei diesem Turnier handelte es sich jedoch um ein sogenanntes Non-ranking-Turnier. Selbst ohne dieses Ergebnis konnte er sich im Mittelfeld der Snookerweltrangliste platzieren; mit Rang 52 belegte er zunächst den besten Rang seiner Karriere, verlor dann aber einen Platz und wurde somit nur noch auf Rang 53 geführt. Auch wenn sich seine Form insbesondere bei den Ranglistenturnieren in der Saison 1988/89 fortsetzte und er dabei bei allen vier Non-ranking-Turnieren stets besser abschnitt als bei den Ranglistenturnieren, wobei er unter anderem das Viertelfinale des zweiten Events der Turnierserie WPBSA Non-Ranking 1988 erreichte, rutschte er anschließend auf der Weltrangliste auf Platz 75 ab.
Im Laufe der Spielzeit 1989/90 erreichte er allerdings nur noch bei den European Open die Runde der letzten 64 und damit die Hauptrunde eines Ranglistenturnieres erreichen, bei allen anderen Ranglistenturnieren verlor er noch in der Qualifikation. Erneut waren jedoch die Non-ranking-Turniere ein Lichtblick, wo er unter anderem mit einem Sieg über Nigel Bond überraschend beim zweiten Event der diesjährigen Ausgabe der WPBSA-Non-Ranking-Turnierserie das Finale erreichte. In diesem besiegte er Dave Gilbert mit 9:6 und gewann somit zum einzigen Male in seiner Karriere ein Profiturnier. Dennoch verschlechterte er sich auf der Weltrangliste um zwanzig weitere Plätze. Nachdem er in der folgenden Saison jedoch einige Hauptrunden mehr erreicht hatte und dabei als bestes Resultat das Achtelfinale beim Grand Prix vorweisen konnte, verbesserte er sich deutlich und belegte nun Rang 67. In der nächsten Saison reichte es zwar erneut für einige Hauptrundenteilnahmen, doch trotz dieser rutschte er wieder ab und wurde im Folgenden lediglich auf Rang 79 geführt.
Die Saison 1992/93 verlief für Owers dann ohne Hauptrundenteilnahmen bei Ranglistenturnieren, auch wenn er bei drei Minor-ranking-Turnieren, also solche mit begrenztem Weltranglisteneinfluss, dreimal eine Runde der letzten 64 erreichen konnte. In der anschließenden Saison gelang ihm zwar sowohl beim Grand Prix als auch bei den Thailand Open der Hauptrundeneinzug, doch er konnte seinen negativen Trend auf der Weltrangliste kaum aufhalten und fand sich zum Saisonende auf Rang 122 wieder. In der Saison 1994/95 gab es schließlich nur eine Hauptrundenteilnahme – erneut beim Grand Prix –, in den nächsten beiden Spielzeiten konnte er einen solchen Erfolg jedoch nicht mehr vorweisen. In dieser Zeit musste er bereits an Turnieren der Challenge Tour teilnehmen und erlebte dabei unter anderem das Debüt des Profi-Schiedsrichters Colin Humphries. Mittlerweile abgestürzt auf Rang 256, beendete er 1997 nach elf Profijahren seine Karriere.

## Erfolge
| Ausgang       | Jahr   | Turnier           | Finalgegner  | Ergebnis |
| ------------- | ------ | ----------------- | ------------ | -------- |
| Profiturniere |        |                   |              |          |
| Sieger        | 1989/2 | WPBSA Non-Ranking | Dave Gilbert | 9:6      |